# Le Superchicche - Il film
Le Superchicche - Il film (The Powerpuff Girls Movie) è un lungometraggio di animazione basato sulla serie televisiva a cartoni animati de Le Superchicche, trasmessa da Cartoon Network; il film è prodotto da Cartoon Network per la Warner Bros. Pictures ed è in qualche modo un prequel della serie televisiva, in quanto narra di come le tre protagoniste siano state create e di come poi divengano le paladine della loro città, la immaginaria Townsville statunitense. È uscito nei cinema statunitensi il 3 luglio 2002 e in Italia l'8 novembre dello stesso anno.

## Trama
Nella città di Townsville, piena di criminalità e ingiustizie, il professor Utonium mescola zucchero, cannella ed ogni cosa è bella, sperando di creare le "bambine perfette" per allievare la sua solitudine. Tuttavia, il suo assistente di laboratorio, il distruttivo scimpanzé Jojo, lo spinge, facendogli rompere accidentalmente una fiala di Chemical X, mescolandolo alla miscela. L'esperimento riesce comunque, producendo tre bambine che il Professore chiama Lolly, Dolly e Molly. Scopre anche che le ragazze hanno acquisito superpoteri dal Chemical X aggiunto. Nonostante l'incoscienza delle ragazze con i loro poteri, tutte iniziano immediatamente ad amarsi come una famiglia. A loro insaputa però, anche la scimmia Jojo è stata colpita dal Chemical X ed è divenuto super intelligente. Sentendosi tuttavia emarginato abbandona la casa.
Nel loro primo giorno di scuola, le ragazze imparano il gioco dell'acchiapparello e iniziano a giocarlo tra di loro. Tuttavia la cosa degenera quando le ragazze portano il gioco in centro, dove causano accidentalmente danni alla città finché il Professore non le calma. Quella notte, il Professore dice alle ragazze di non usare più i loro poteri in pubblico. Il giorno successivo, i cittadini di Townsville trattano le ragazze come emarginate a causa del loro comportamento distruttivo, e il professore viene arrestato per aver creato le ragazze, il che costringe le ragazze a cercare di tornare a casa da scuola a piedi. Dopo un po' si perdono in un vicolo, dove la Banda dei Verdastri le attacca. Jojo, che si è rifugiato per strada, salva il trio.
Jojo guadagna la simpatia delle ragazze convincendole che è anche lui odiato per i suoi poteri e le induce ad aiutarlo a costruire un laboratorio e una macchina alimentata dal Chemical X, che secondo lui permetterà loro di avere l'affetto del pubblico. Successivamente, a lavoro compiuto, Jojo premia le bambine con una gita allo zoo locale; la gita è tuttavia solo un espediente per Jojo per impiantare segretamente dei piccoli dispositivi di trasporto su tutti i primati presenti. Quella notte dopo che le tre bambine tornano a casa per dormire, Jojo porta i primati nel suo laboratorio e usa la sua nuova macchina per iniettare loro il Chemical X, che li trasforma in mutanti malvagi come lui. La mattina dopo, dopo che il Professore è uscito di prigione, le ragazze gli mostrano tutto il "bene" che hanno fatto, solo per scoprire che le scimmie stanno attaccando la città. Jojo, ribattezzandosi come Mojo Jojo, annuncia pubblicamente che le ragazze lo hanno assistito, il che danneggia ulteriormente la loro reputazione e fa perdere la fiducia in loro al professore sconvolto e addolorato. Abbattute, le ragazze si esiliano su un asteroide nello spazio.
Mojo annuncia la sua intenzione di governare il pianeta assieme alle scimmie, progettando vendetta sul Professore per averlo sostituito con le ragazze. Le cose tuttavia non vanno come previsto: le altre scimmie sono divenute intelligenti quanto lui, tant'è che gli disobbediscono quando si proclama loro capo, ed escogitano i loro piani personali per terrorizzare Townsville e assumere il comando. Nel frattempo, sull'asteroide, le ragazze bandite sentono il Professore e tornano sulla Terra per trovarlo e iniziano a salvare i cittadini. Dopo che Molly usa i suoi poteri per sconfiggere una scimmia gigante, Lolly convince le sorelle che possono usare i loro poteri per combattere le scimmie. Dopo che il suo esercito viene sconfitto, Mojo, che tiene il Professore in ostaggio, decide di iniettarsi altro Chemical X e diventa un mostro gigante, sopraffacendo le ragazze in un'intensa battaglia. Rifiutando l'offerta di Mojo di un'alleanza per conquistare il mondo, le ragazze lo spingono giù da un grattacielo decrepito proprio mentre il Professore arriva con un antidoto per il Chemical X per aiutare le ragazze. Mojo atterra sull'Antidoto X, che lo rimpicciolisce fino alle sue dimensioni originali, malconcio, sconfitto e successivamente arrestato.
Le ragazze considerano l'uso dell'Antidoto X per rimuovere i loro poteri, pensando che sarebbero state accettate come ragazze normali, ma la gente di Townsville protesta contro questo, si scusano per averle giudicate male e il loro eroismo viene elogiato. Il sindaco di Townsville chiede che le ragazze usino i loro poteri per combattere il crimine in città e, con il permesso del Professore, diventino la squadra di supereroine che combattono il crimine più amata della città, "Le Superchicche".

## Personaggi
- Lolly: è la più intelligente e matura delle tre, leader delle Superchicche, sorella di Molly e Dolly. Ha dei lunghi capelli rossicci con sopra un fiocco rosso e ama molto vestirsi di rosa. Doppiata da Monica Ward (italiano).
- Dolly: è la più dolce, sensibile, giocosa e scherzosa delle tre ed ama i pupazzi e i cuccioli. Veste sempre di celeste ed ha delle piccole codine bionde. Doppiata da Perla Liberatori (italiano).
- Molly: è la più aggressiva delle tre ed ama il divertimento sfrenato, ha i capelli neri e veste sempre di verde. Doppiata da Monica Bertolotti (italiano).
- Professor Utonium: è un uomo amante degli esperimenti scientifici e padre delle Superchicche, a causa di un intruglio versato per sbaglio nel suo pentolone: il "Chemical X". Doppiato da Saverio Indrio (italiano).
- Mojo Jojo: è l'arcinemico delle Superchicche, uno scienziato pazzo scimpanzé creato dal professor Utonium, ma poi abbandonato per sbaglio sulle strade di Townsville. Ha un cervello abnorme, coperto da un copricapo ed abita in un vecchio osservatorio trasformato in un laboratorio malefico. Sul finire del film, viene sconfitto dalle tre eroine che lo fanno precipitare giù dal grattacielo. Doppiato da Paolo Buglioni (italiano).